# Getto w Dyneburgu
Getto w Dyneburgu (niem. Ghetto Dünaburg; jid. ‏דװינסקער געטאָ‎, Dwinsker geto; דענעבורגער געטאָ; Deneburger geto) – getto istniejące na terenie Dyneburga na Łotwie w latach 1941–1943. 

## Historia
Getto zostało założone pod koniec lipca 1941 tuż po zajęciu Łatgalii przez wojska niemieckie. Osoby uznane według kryteriów norymberskich za Żydów umieszczano na terenie dawnych koszar łotewskich w podmiejskiej dzielnicy Grzywa. Wśród mieszkańców getta znaleźli się nie tylko Żydzi z Dyneburga, ale również mieszkańcy Krasławia, Lucyny i innych miast Łatgalii, czy nawet Liwlandii. Łącznie na terenie dzielnicy mieszkało w sierpniu 1941 ok. 15 tys. ludzi. 
Na czele Judenratu stanął inżynier Mosze Mowszenson syn burmistrza Dyneburga z okresu I okupacji niemieckiej (1918), komendantem z ramienia armii niemieckiej został Zaube. 
Likwidacja getta rozpoczęła się 8 listopada 1941: do lasku Mežciems wywieziono i zabito ok. 3 tys. osób. Dowódcą akcji eksterminacyjnej był Obersturmbannführer Günter Tabbert.